# کهن‌گرایی
کهن‌گرایی ایده‌ای است که می‌گوید ملت‌ها یا هویت‌های قومی، ثابت و طبیعی و باستانی هستند. کهن‌گرایان استدلال می‌کنند که هر فردی یک هویت قومی ذاتی‌ای دارد که مستقل از فرایندهای تاریخی است. درست است که مفروضاتِ ابتداییِ ضمنی پیرامون این زمینه در جامعه و بسیاری از تحقیقات آکادمیک رایج است اما پژوهشگران ملی‌گرایی و قوم‌گرایی، کهن‌گراییِ هویتی را به طور گسترده رد می‌کنند چون افراد می‌توانند هویت‌های قومی متعددی داشته‌باشند که قابل تغییر و ساخته‌شدهٔ اجتماع هستند.
کهن گرایی  را می‌توان از نظر فلسفی در اندیشه‌های رمانتیسیسم آلمانی ردیابی کرد، به ویژه در آثار یوهان گوتلیب فیشته و یوهان گوتفرید هردر. برای هردر، ملت مترادف با یک گروهِ زبانی بود. به نگرش هردر، زبان مترادف با اندیشه بود و چون هر زبانی در جامعه آموخته می‌شود(هر جامعه زبان خودش را دارد) پس هر جامعه‌ای متفاوت می‌اندیشد. در این دیدگاه هردر، جامعه در طول زمان، با ماهیتی ایستا(ثابت) فرض شده‌است.
کهن‌گرایی پس از جنگ جهانی دوم به طور گسترده‌ای توسط بسیاری از پژوهشگران ملی‌گرایی رد شد. پژوهشگران نوین، ملت را به عنوان یک اجتماعِ ساخته‌شده توسط فن‌آوری‌ها و سیاست‌های مدرنیته در نظر گرفتند.
کهن‌گرایی پیرامون قومیت استدلال می‌کند که «قومیت‌ها و ملیت‌ها وجود دارند زیرا سنت‌های اعتقادی و عملی نسبت به اشیاء اولیه مانند عوامل زیستی و به‌ویژه موقعیت سرزمینی وجود دارند».
این استدلال بر مفهوم خویشاوندی متکی است که در آن اعضای یک گروه قومی احساس می‌کنند ویژگی‌ها، ریشه‌ها یا گاهی اوقات حتی یک رابطه خونی مشترک دارند.